# Línea 144 (EMT Madrid)
La línea 144 de la EMT de Madrid une Pavones con Entrevías.

## Características
Fue creada el 27 de junio de 1988 junto con las líneas 141, 142, 143 y 145 como parte de un plan para mejorar las conexiones entre los distintos barrios periféricos del sureste de Madrid, y entre estos y el centro de la ciudad.
La línea da cobertura a la zona de Pavones, San Diego, Palomeras y Entrevías.

### Frecuencias
| Lunes a viernes laborables |               |
| De 6:00 a 7:00             | 8-15 minutos  |
| De 7:00 a 9:00             | 7-10 minutos  |
| De 9:00 a 20:00            | 9-13 minutos  |
| De 20:00 a 23:00           | 10-22 minutos |
| Sábados laborables         |               |
| De 6:00 a 8:00             | 20-28 minutos |
| De 8:00 a 21:00            | 16-23 minutos |
| De 21:00 a 23:00           | 21-28 minutos |
| Domingos y festivos        |               |
| De 7:00 a 10:00            | 20-30 minutos |
| De 10:00 a 21:00           | 21-23 minutos |
| De 21:00 a 23:00           | 22-30 minutos |

## Recorrido y paradas

### Sentido Entrevías
| Código | Parada                                   | Común con | Conexiones con Metro y Cercanías | Otros |
| ------ | ---------------------------------------- | --------- | -------------------------------- | ----- |
| 3035   | PAVONES (Intercambiador)                 |           | Pavones                          |       |
| 3026   | Fuente Carrantona-Hacienda de Pavones    | 142       |                                  |       |
| 3336   | Fuente Carrantona-Encomienda de Palacios | 142       |                                  |       |
| 3335   | Fuente Carrantona-Arroyo Fontarrón       | 142       |                                  |       |
| 2522   | Pablo Neruda-Malgrat de Mar              | 54 142    |                                  |       |
| 2524   | Andaluces-Pablo Neruda                   | 54        |                                  |       |
| 2526   | Andaluces-Rafael Alberti                 | 54        |                                  |       |
| 2532   | Rafael Alberti-San Claudio               | 54        |                                  |       |
| 3343   | Metro Miguel Hernández                   |           | Miguel Hernández                 |       |
| 3345   | Biblioteca Miguel Hernández              |           |                                  |       |
| 2081   | Aragoneses                               | 10        |                                  |       |
| 2083   | Leoneses                                 | 10        |                                  |       |
| 2085   | Villalobos                               | 10 310    |                                  |       |
| 2581   | Pablo Neruda-Villalobos                  | 57        |                                  |       |
| 3304   | Buenos Aires-Pablo Neruda                | 136       |                                  |       |
| 2579   | Mogambo-La Violetera                     | 57        |                                  |       |
| 2580   | Mogambo-Volver a Empezar                 | 57        |                                  |       |
| 2574   | Palomeras Bajas-Romeo y Julieta          | 57        |                                  |       |
| 2572   | Candilejas-Pablo Neruda                  | 57        |                                  |       |
| 2570   | Martínez de la Riva-Candilejas           | 57        |                                  |       |
| 2568   | Martínez de la Riva-Puerto Bonaigua      | 57        |                                  |       |
| 1111   | Martínez de la Riva-Puerto Bonaigua      | 103 111   |                                  |       |
| 1112   | Puerto de la Boniagua-San Diego          | 103 111   |                                  |       |
| 1113   | Imagen-Puerto de la Morcuera             | 103 111   |                                  |       |
| 1114   | Imagen-Puerto Balbarán                   | 103 111   |                                  |       |
| 4743   | Plaza de las Regiones                    |           |                                  |       |
| 4751   | ENTREVÍAS (C/ La Mancha, 1)              |           | Asamblea de Madrid-Entrevías     |       |

### Sentido Pavones
| Código | Parada                                   | Común con | Conexiones con Metro y Cercanías | Otros |
| ------ | ---------------------------------------- | --------- | -------------------------------- | ----- |
| 4751   | ENTREVÍAS (C/ La Mancha, 1)              |           | Asamblea de Madrid-Entrevías     |       |
| 1099   | Vizconde Arlesson-Puerto Balbarán        | 103 111   |                                  |       |
| 1100   | Puerto de la Morcuera                    | 103 111   |                                  |       |
| 3347   | San Diego-San Moisés                     |           |                                  |       |
| 4597   | Madrid Sur                               | 57        |                                  |       |
| 4598   | Palomeras Bajas-Romeo y Julieta          | 57        |                                  |       |
| 2575   | Palomeras Bajas-Mogambo                  | 57        |                                  |       |
| 2576   | Palomeras Bajas-Cenicienta               | 57 136    |                                  |       |
| 3307   | Pablo Neruda-Cenicienta                  | 136       |                                  |       |
| 3305   | Buenos Aires-Pablo Neruda                | 136       |                                  |       |
| 2088   | Pablo Neruda-Villalobos                  | 10 57     |                                  |       |
| 2086   | Villalobos                               | 10 310    |                                  |       |
| 2084   | Leoneses                                 | 10        |                                  |       |
| 2082   | Aragoneses                               | 10        |                                  |       |
| 3346   | Biblioteca Miguel Hernández              |           |                                  |       |
| 3344   | Metro Miguel Hernández                   |           | Miguel Hernández                 |       |
| 2533   | Rafael Alberti-San Claudio               | 54        |                                  |       |
| 2527   | Palomeras                                | 54        |                                  |       |
| 2525   | Andaluces-Pablo Neruda                   | 54        |                                  |       |
| 2523   | Pablo Neruda-Malgrat de Mar              | 54 142    |                                  |       |
| 847    | Fuente Carrantona-Arroyo Fontarrón       | 20 142    |                                  |       |
| 848    | Fuente Carrantona-Encomienda de Palacios | 142       |                                  |       |
| 3334   | Fuente Carrantona-Hacienda de Pavones    | 142       |                                  |       |
| 3035   | PAVONES (Intercambiador)                 |           | Pavones                          |       |

## Galería de imágenes

Mapa zonal de la estación de metro de Pavones con los recorridos de las líneas de autobuses, entre las que aparece el 144.